# Holofernes

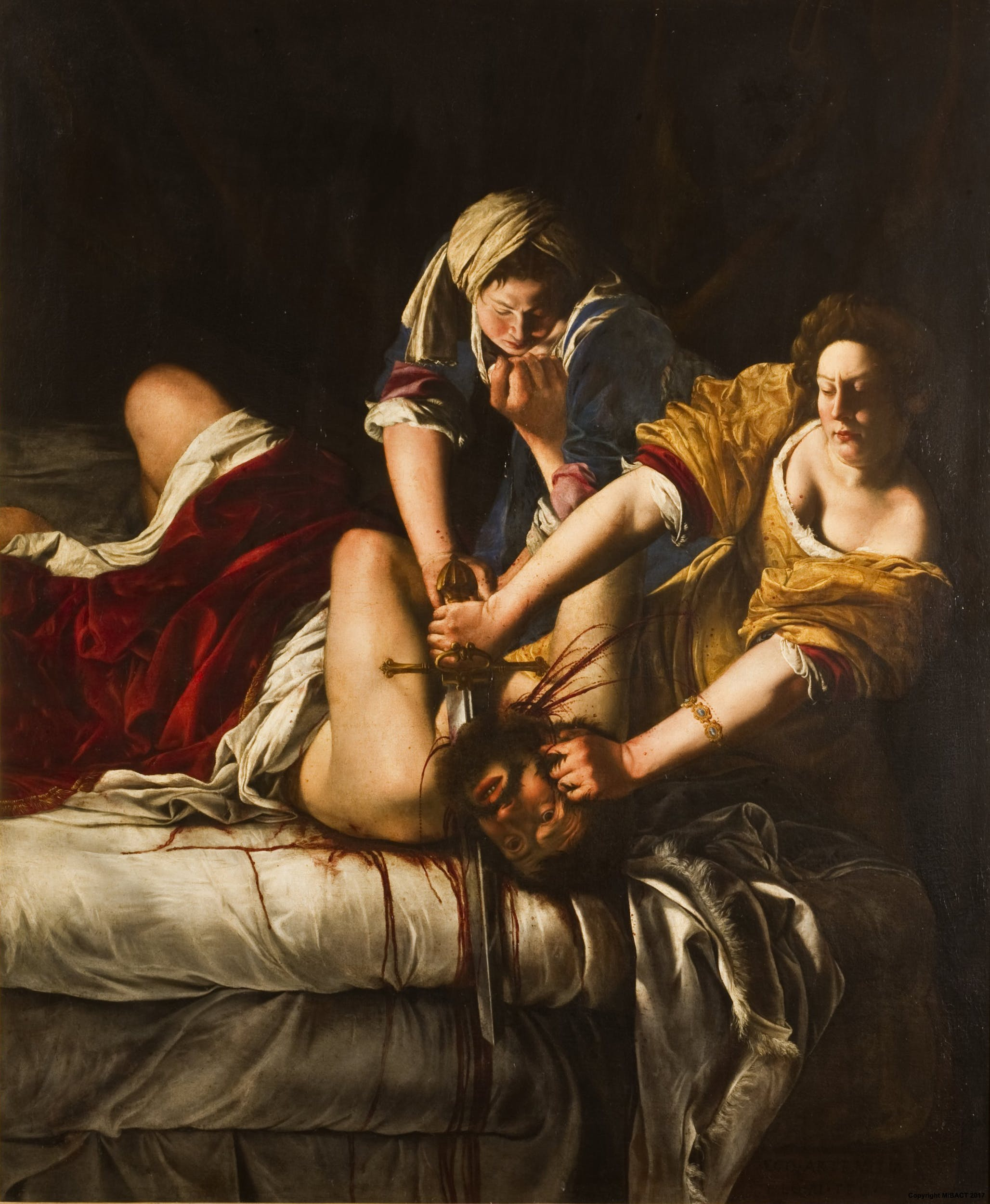
Judith decapitando a Holofernes, de Artemisia Gentileschi, en la Galleria degli Uffizi, Florencia.

Holofernes (en hebreo, הולופרנס) fue un general asirio a las órdenes de Nabucodonosor de Asiria. Aparece en los libros Deuterocanónicos, concretamente en el Libro de Judith.
Se relata que el rey de Babilonia Nabucodonosor envió a Holofernes a vengarse de las naciones del oeste que habían evitado ayudar a su reino. El general puso sitio a Betulia y la ciudad casi se rinde. Fue salvada por Judith, una bella viuda judía que se introdujo en el campamento de asedio de Holofernes, compartió banquete con él y lo embriagó. Judith lo decapitó mientras dormía. Según se relata, ella regresó a Betulia con la cabeza del decapitado y los judíos vencieron a los invasores.

## Iconografía
La decapitación de Holofernes por Judith ha sido objeto de plasmación en multitud de obras de arte a lo largo de los tiempos. Algunos de los artistas fueron Donatello, Sandro Botticelli, Andrea Mantegna, Giorgione, Lucas Cranach el Viejo, Caravaggio, Tiziano, Antonio de Pereda, Goya (en Judith y Holofernes, de las Pinturas negras), Horace Vernet, Gustav Klimt (en Judit I), Artemisia Gentileschi (en tres ocasiones), Jan Sanders van Hemessen o Hermann-Paul. 
La escena previa del banquete de Judith y Holofernes fue menos tratada por los artistas. Recientes indagaciones del Museo del Prado apuntan a que este es el tema del cuadro de Rembrandt tradicionalmente llamado La reina Artemisa.
La historia también inspiró un poema medieval en inglés antiguo, el oratorio de Mozart, Betulia Liberata y una opereta de Jacob Pavlovich Adler, entre muchas otras representaciones.